# Klausdorf (bei Stralsund)
Klausdorf ist eine Gemeinde nordwestlich von Stralsund im Landkreis Vorpommern-Rügen. Die Gemeinde wird vom Amt Altenpleen mit Sitz in der Gemeinde Altenpleen verwaltet. Klausdorf ist seit dem 5. Februar 2018 ein anerkannter Erholungsort.

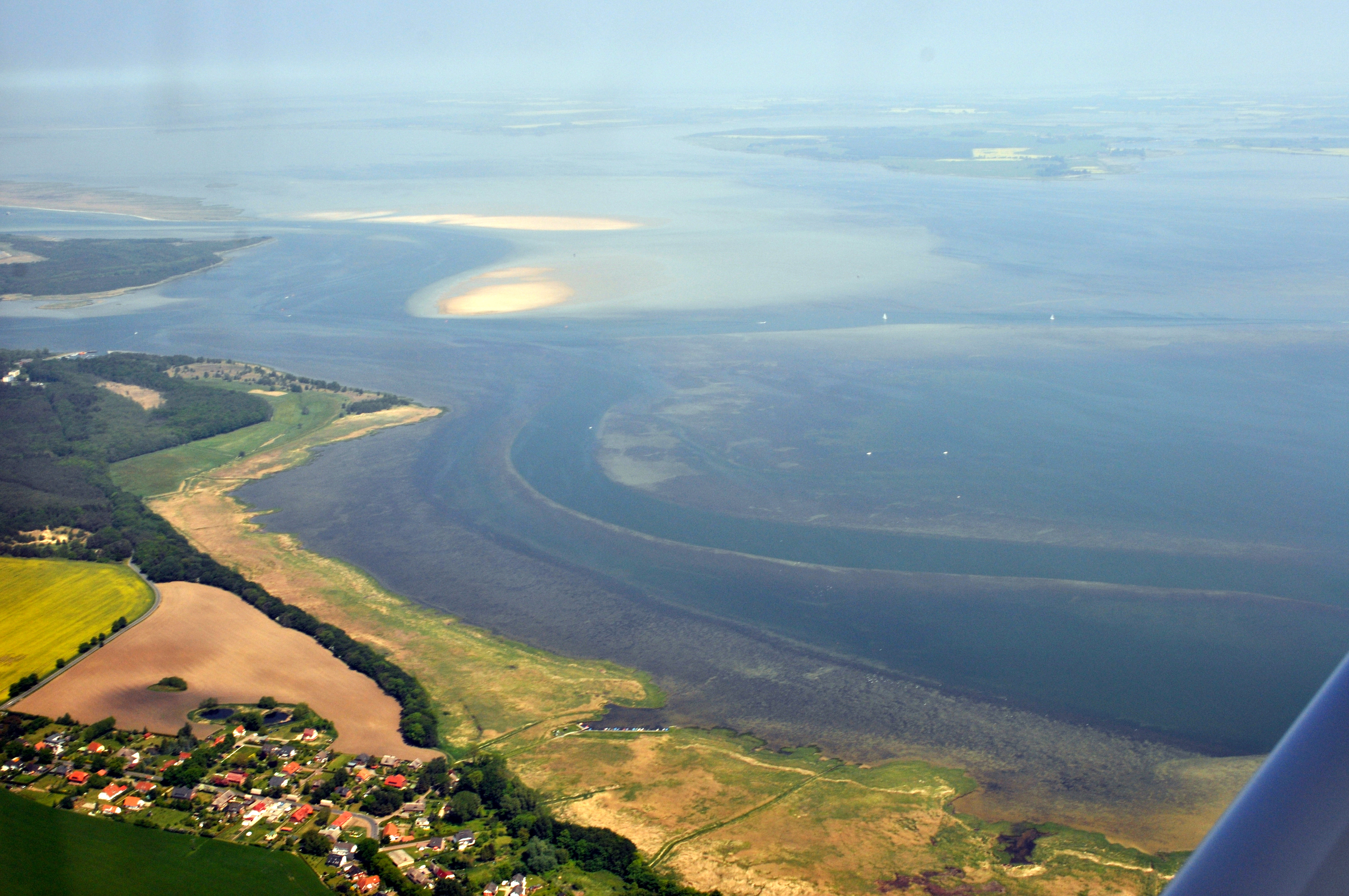
Klausdorf mit Bodden

## Geografie und Verkehr
Klausdorf liegt etwa 15 Kilometer nordwestlich von Stralsund entfernt und ist die nördlichste und zugleich die kleinste Gemeinde im Amt Altenpleen. Die Gemeinde liegt zwischen dem Grabow und der Prohner Wiek, in der nördlichsten Ecke des Festlandes in Mecklenburg-Vorpommern. Der nördliche Teil der Gemeinde ist Teil des Nationalparks Vorpommersche Boddenlandschaft. Das hügelige Gelände kulminiert bei Barhöft in 33,3 m ü. NHN. Hier befindet sich auch das einzige größere Waldgebiet, der ansonsten landwirtschaftlich dominierten Landschaft.
Gemarkungen und Ortsteile
- Barhöft
- Klausdorf
- Solkendorf
- Zarrenzin

## Geschichte
Klausdorf wurde erstmals im Jahr 1280, Zarrenzin im Jahr 1296 und Barhöft erst im Jahr 1792 urkundlich erwähnt. Nach Zugehörigkeit zum Fürstentum Rügen fiel die Gegend im Jahr 1326 an das Herzogtum Pommern. Nach dem Dreißigjährigen Krieg bis zum Jahr 1815 gehörte sie dann zu Schwedisch-Pommern und danach zur preußischen Provinz Pommern.
1389 wird Berthold von Rethem als Besitzer von Gut Klausdorf genannt, 1495 Edgar Garlepow und 1520 die Stralsunder Ratsherren Heinrich Sonnenberg und Jürgen Buchow. Dessen Urenkelin Barbara, Witwe von Johann Hagemeister, war 1695 Besitzerin der Hofstelle Klausdorf. Nach anderen genealogischen Quellen ging der Besitzeswechsel über Catharina, verwitwete Silmer, verheiratet mit Johann Hagemeister. Sie war die Tochter des Heinrich von Buchow, erbgesessen auf Clausdorf und Solkendorf. Johannes Bruder, Emanuel Hagemeister, Ratsherr, Bürgermeister und dann Landrat wurde der Gutserbe. Der sogenannte Rampenhof, ein weiterer Besitz in Klausdorf, gehörte 1628 dem Kloster St. Annen und Brigitten zu Stralsund. Nachdem Barbara Hagemeister auch diesen 1701 erwarb, befand sich Klausdorf bis zur Enteignung 1945 im Besitz der Familie (von) Hagemeister, das seltene Beispiel eines seit der Renaissancezeit (1520) traditionsreichen vererbten bürgerlichen Gutsbesitzes. Der Bruder der Vorgenannten Joachim Hagemeister (1673–1722) und dessen Sohn Albert (1706–1732) beschließen den Reigen der Patrizierfamilie im konventionellen Sinn, denn der Nachfahre Carl wurde zum 17. Dezember 1756 von Kaiser Franz in den Adelsstand erhoben und heiratete schon standesgemäß Dorothea Agneta von Gundlach-Altenpleen. Ihr Sohn Gustav Carl (1754–1791) begründet als Erbherr den Zweig von Hagemeister-Clausdorf-Stralsund. Nachfolger war Gustav Adolf von Hagemeister, Advocat zu Stralsund, Herr auf Zarrenzin, seit 1828 auf Clausdorf und Solkendorf. Seine Söhne Leutnant Otto Hugo von Hagemeister sowie Robert Eduard von Hagemeister, Oberpräsident in Westfalen, Fideikommissherrn folgen in der Gutsherrschaft und hinterlassen keine Erben. So adoptiert Robert Eduard frühzeitig den Vetter und entfernten Neffen Peter Heinrich von Hagemeister, dessen Großvater sich noch 1885 auch die preußische Adelsanerkennung durch das Heroldsamt bestätigen ließ. Heinrich von Hagemeister (1877–1952), er lebt zum Schluss in Bad Doberan, ist der letzte Gutsherr.
Die Gemeinde war bis 1952 Teil des Landkreises Franzburg-Barth und gehörte danach bis 1994 zum Kreis Stralsund im Bezirk Rostock.

## Wappen, Flagge, Dienstsiegel
Die Gemeinde verfügt über kein amtlich genehmigtes Hoheitszeichen, weder Wappen noch Flagge. Als Dienstsiegel wird das kleine Landessiegel mit dem Wappenbild des Landesteils Vorpommern geführt. Es zeigt einen aufgerichteten Greifen mit aufgeworfenem Schweif und der Umschrift „GEMEINDE KLAUSDORF * LANDKREIS VORPOMMERN-RÜGEN“.

## Söhne und Töchter (Auswahl)
- Robert Eduard von Hagemeister (1827–1902),  deutscher Verwaltungsjurist und Politiker

## Sehenswürdigkeiten
→ Siehe auch: Liste der Baudenkmale in Klausdorf (bei Stralsund)
- Inspektorenhaus des Gutes Klausdorf von 1890. Das neobarocke Gutshaus um 1900 wurde in den 1960er Jahren durch einen Plattenbau, das „Haus des Bauern“, ersetzt. Die ehemalige Orangerie, ein Gebäude aus dem 19. Jahrhundert, wurde in den letzten Jahren saniert.
- Kranichausstellung Klausdorf
- Hafen Barhöft
- Informationsausstellung des Nationalparks in Barhöft

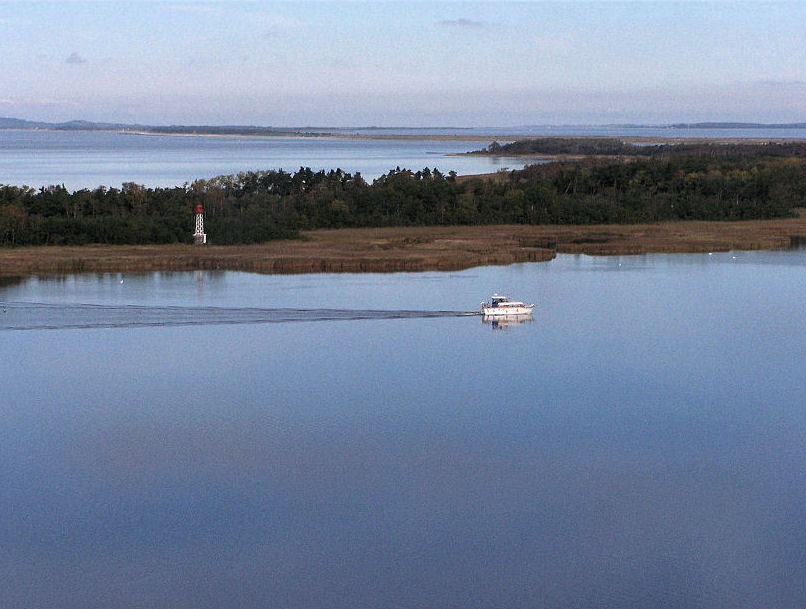
Nationalpark Vorpommersche Boddenlandschaft bei Barhöft
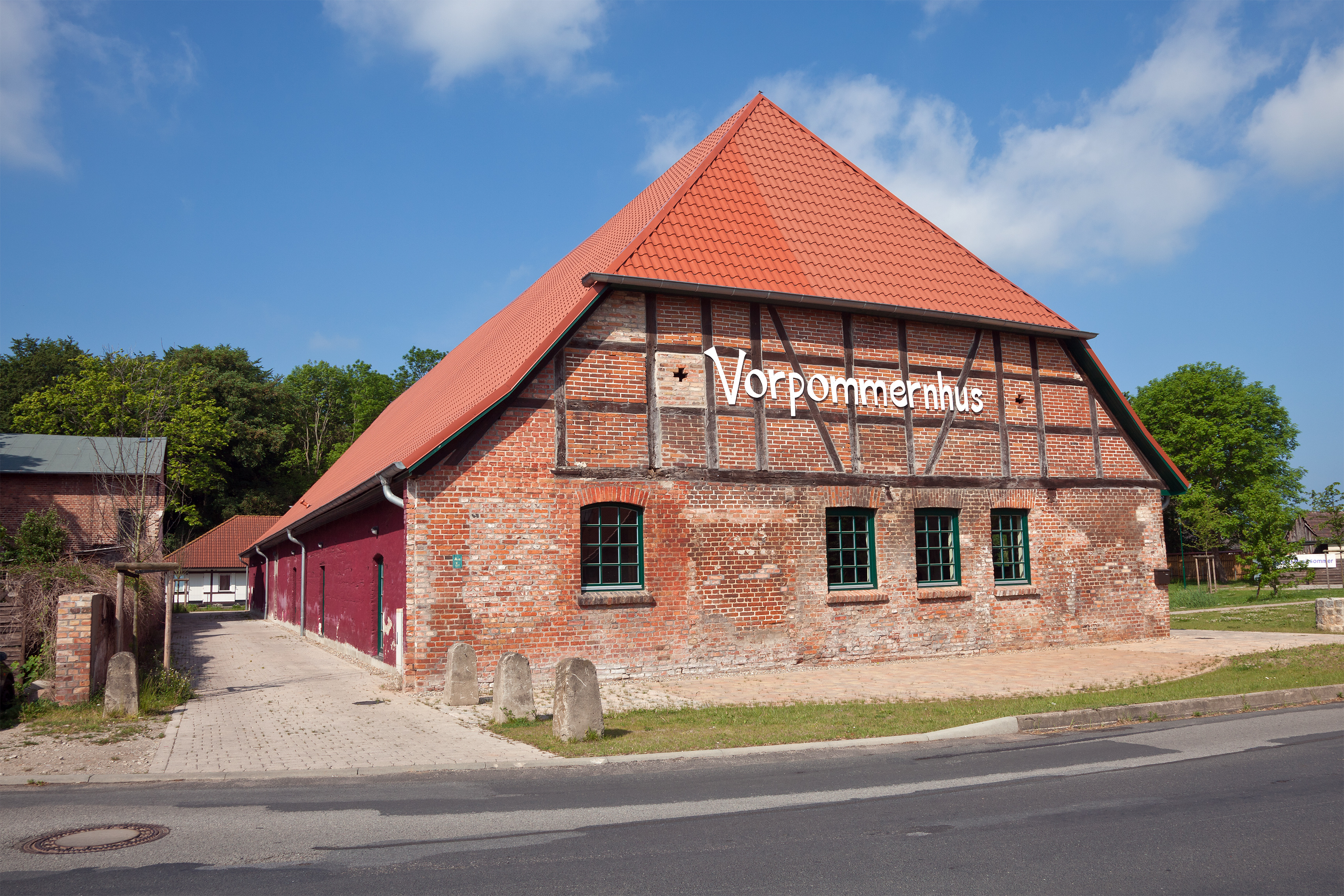
Vorpommernhaus